# Tamil Bell

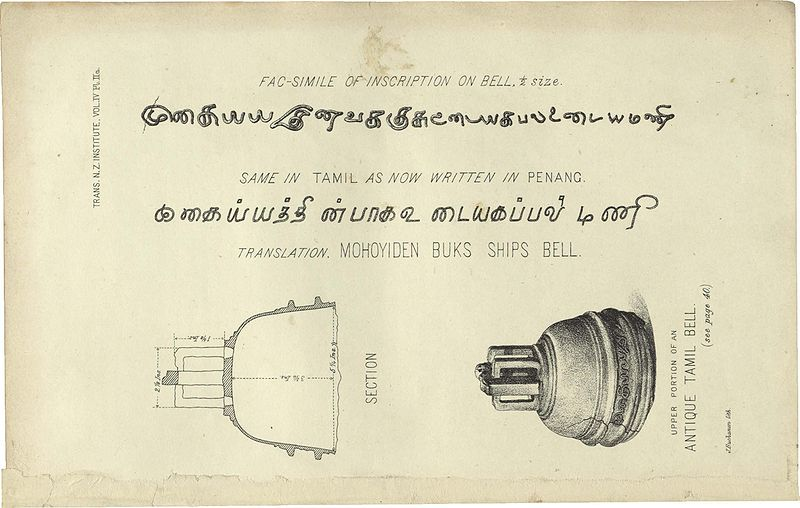
Glocke mit Inschrift und Übersetzung

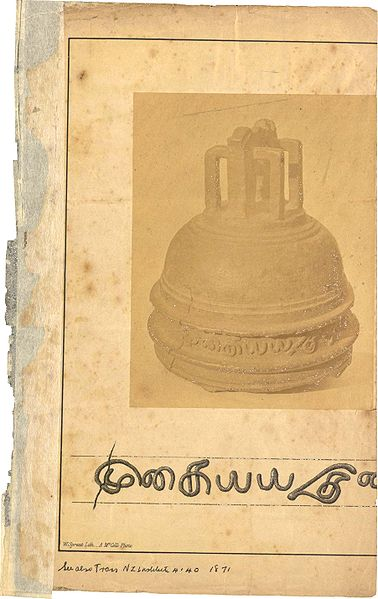
Abbild der Glocke aus weiterer Quelle

Die Tamil Bell ist eine zerbrochene Glocke aus Bronze, die von dem Missionar William Colenso im Jahre 1836 auf Neuseeland entdeckt wurde. Sie wurde von Māori-Frauen in der Nähe der Whangarei Northland Region Neuseeland als Topf zum Kochen von Kartoffeln benutzt. 

## Beschaffenheit und Bedeutung
Die Glocke ist 13 cm hoch und 9 cm breit. Um ihren Rand ist eine Inschrift eingraviert. Bei der Schrift handelt es sich um eine alte Variante der Tamil-Schrift. Übersetzt bedeutet die Inschrift „Mukiayatens Schiffsglocke“. Da einige der Zeichen in der Inschrift eine archaische Form besitzen, die es in der modernen Tamil-Schrift nicht mehr gibt, könnte das Alter der Glocke auf über 500 Jahre datiert werden. 
Die Entdeckung der Glocke löste Mutmaßungen über eine mögliche Präsenz der Tamilen in Neuseeland aus, doch sie könnte auch durch Handelskontakte zu den Māori in die Gegend gelangt sein. Die Glocke wird im Museum of New Zealand Te Papa Tongarewa aufbewahrt.